# Alfredo Quesada
Alfredo Enrique Quesada Farias (Talara, Piura, 22 de septiembre de 1949) es un exfutbolista peruano que jugaba como mediocampista. Quesada fue un gran volante de contención, su principal característica fue el incasable trajín con el que corría toda la cancha y que lo convirtió en un jugador que se hacía presente en las dos áreas. Fue un adelantado a su época, pues por esos años las posiciones de los jugadores eran por lo general estáticas.
Fue uno de los valores de la selección de fútbol del Perú de los años 1970 con la que ganó la Copa América 1975 y clasificó al Mundial de 1978.
Es considerado uno de los ídolos del Sporting Cristal, equipo en el que desarrolló toda su carrera deportiva y con el que ganó seis títulos de la Primera División del Perú.

## Trayectoria
A los 12 años ingresa a los calichines de Sporting Cristal en 1962 donde se desempeñaba como delantero. 
Su debut con el primer equipo de Sporting Cristal se dio en un amistoso en la calurosa Sullana, bajo la DT. del brasileño Didí donde derrotaron al Atlético Grau por 2-1 jugado el 9 de junio de 1968, esa tarde lo hizo como puntero derecho. 
Su debut en Lima se dio el 23 de abril de 1969 por la última fecha 3 del Torneo Apertura entre 4 equipos (también la u y Alianza) enfrentando al Juan Aurich en el estadio Nacional empate 2-2, esa noche Alfredo reemplazó en la delantera a Carlos Gonzales Pajuelo donde Didí los dirigió por última vez.
Su debut oficial fue el 18 de mayo de 1969 ante Defensor Lima por la primera fecha del torneo descentralizado con triunfo 2-1 dirigido interinamente por Víctor Pasache ya jugando de volante de contención junto a Nicolás Nieri Valle.
Quesada jugó 17 años consecutivos en el club bajopontino, un todo terreno de calidad que fue capitán desde mediados de los 70s, no vistió otra camiseta que no fuese la de Sporting Cristal, su club de toda la vida, se retiró en julio de 1985 jugando ante Alianza Lima en partido que acabó empatado 1-1.
Obtuvo un total de 6 títulos nacionales en 1968, 1970, 1972, 1979, 1980 y 1983, récord que aún no es igualado por algún jugador del Sporting Cristal.

## Selección Peruana
Incluyendo partidos amistosos Quesada fue internacional en 55 partidos con la Selección de fútbol del Perú.
Participó en las Eliminatorias a Alemania 74 y las Eliminatorias a Argentina 78. 
Fue campeón sudamericano con el seleccionado peruano de fútbol en 1975. Además, jugó el Campeonato Mundial de Argentina en 1978.

### Participaciones en Copas del Mundo
| Copa                           | Sede      | Resultado        |
| ------------------------------ | --------- | ---------------- |
| Copa Mundial de Fútbol de 1978 | Argentina | Cuartos de final |

### Participaciones en Copa América
| Copa              | Sede          | Resultado |
| ----------------- | ------------- | --------- |
| Copa América 1975 | Sin sede fija | Campeón   |

## Estadísticas
Datos actualizados al fin de la carrera deportiva.
| Sporting Cristal · Perú |            |     |    |   |   |    |   |     |    |
| 1.ª | 1969       | 4   | 0  | - | - | -  | - | 4   | 0  |
| 1.ª | 1970       | 27  | 2  | - | - | -  | - | 27  | 2  |
| 1.ª | 1971       | 25  | 0  | - | - | 5  | - | 30  | 0  |
| 1.ª | 1972       | 38  | 2  | - | - | -  | - | 38  | 2  |
| 1.ª | 1973       | 32  | 4  | - | - | -  | - | 32  | 4  |
| 1.ª | 1974       | 36  | 9  | - | - | 6  | 0 | 42  | 9  |
| 1.ª | 1975       | 28  | 6  | - | - | -  | - | 28  | 6  |
| 1.ª | 1976       | 23  | 3  | - | - | -  | - | 23  | 3  |
| 1.ª | 1977       | 38  | 4  | - | - | -  | - | 38  | 4  |
| 1.ª | 1978       | 36  | 1  | - | - | 6  | 0 | 42  | 1  |
| 1.ª | 1979       | 42  | 5  | - | - | -  | - | 45  | 5  |
| 1.ª | 1980       | 26  | 3  | - | - | 6  | 0 | 32  | 3  |
| 1.ª | 1981       | 23  | 4  | - | - | 6  | 0 | 29  | 4  |
| 1.ª | 1982       | 16  | 2  | - | - | -  | - | 16  | 2  |
| 1.ª | 1983       | 36  | 2  | - | - | -  | - | 36  | 2  |
| 1.ª | 1984       | 35  | 3  | - | - | 7  | 0 | 42  | 3  |
| 1.ª | 1985       | 10  | 0  | - | - | -  | - | 10  | 0  |
| 1.ª | Total club | 475 | 50 | 0 | 0 | 36 | 0 | 511 | 50 |
| (1) Incluye datos de la Copa Libertadores (1971, 1974, 1978, 1980, 1981 y 1984). (2) No incluye goles en partidos amistosos. |            |     |    |   |   |    |   |     |    |

### Selección nacional
| Selección                | Año   | Amistosos | Amistosos | Mundialito Brasil 72 y Copa América 75 | Mundialito Brasil 72 y Copa América 75 | Eliminatorias 1973 y 1977 | Eliminatorias 1973 y 1977 | Copa del Mundo Argentina 1978 | Copa del Mundo Argentina 1978 | Total | Total |
| Selección                | Año   | PJ        | G         | PJ                                     | G                                      | PJ                        | G                         | PJ                            | G                             | PJ    | G     |
| ------------------------ | ----- | --------- | --------- | -------------------------------------- | -------------------------------------- | ------------------------- | ------------------------- | ----------------------------- | ----------------------------- | ----- | ----- |
| Selección Peruana · Perú | 1972  | 6         | 0         | 3                                      | 0                                      | -                         | -                         | -                             | -                             | 9     | 0     |
| Selección Peruana · Perú | 1973  | 6         | 1         | -                                      | -                                      | 2                         | 0                         | -                             | -                             | 8     | 1     |
| Selección Peruana · Perú | 1974  | 1         | 0         | -                                      | -                                      | -                         | -                         | -                             | -                             | 1     | 0     |
| Selección Peruana · Perú | 1975  | 4         | 0         | 9                                      | 0                                      | -                         | -                         | -                             | -                             | 13    | 0     |
| Selección Peruana · Perú | 1976  | 6         | 0         | -                                      | -                                      | -                         | -                         | -                             | -                             | 6     | 0     |
| Selección Peruana · Perú | 1977  | 5         | 1         | -                                      | -                                      | 5                         | 0                         | -                             | -                             | 10    | 1     |
| Selección Peruana · Perú | 1978  | 6         | 0         | -                                      | -                                      | -                         | -                         | 2                             | 0                             | 8     | 0     |
| Selección Peruana · Perú | Total | 34        | 2         | 12                                     | 0                                      | 7                         | 0                         | 2                             | 0                             | 55    | 2     |

### Resumen estadístico
| Competición       | Encuentros | Goles |
| ----------------- | ---------- | ----- |
| Primera División  | 475        | 50    |
| Copa Libertadores | 36         | 0     |
| Selección Peruana | 55         | 2     |
| Total             | 566        | 52    |

## Palmarés

### Campeonatos nacionales
| Título                 | Club             | País | Año  |
| ---------------------- | ---------------- | ---- | ---- |
| Liga Peruana de Fútbol | Sporting Cristal | Perú | 1968 |
| Liga Peruana de Fútbol | Sporting Cristal | Perú | 1970 |
| Liga Peruana de Fútbol | Sporting Cristal | Perú | 1972 |
| Liga Peruana de Fútbol | Sporting Cristal | Perú | 1979 |
| Liga Peruana de Fútbol | Sporting Cristal | Perú | 1980 |
| Liga Peruana de Fútbol | Sporting Cristal | Perú | 1983 |

### Copas internacionales
| Título       | Equipo                       | País | Año  |
| ------------ | ---------------------------- | ---- | ---- |
| Copa América | Selección de fútbol del Perú | Perú | 1975 |

### Distinciones individuales
| Distinción                                              | Año  |
| ------------------------------------------------------- | ---- |
| Mejor Mediocampista de la Primera División del Perú     | 1974 |
| Mejor Mediocampista de la Copa América                  | 1975 |
| Jugador con más títulos en el Sporting Cristal          | 1983 |
| Incluido en el Once Ideal Histórico de Sporting Cristal | 2018 |